# Sgt. Pepper's Lonely Hearts Club Band
Sgt. Pepper's Lonely Hearts Club Band је осми албум британске рок-групе Битлси. Сниман је са паузама од краја 1966. до средине 1967. године и објављен 14. јуна 1967. године. Продуцент је био Џорџ Мартин, а студијски инжењер Геоф Емерик. Већина критичара се слаже са избором магазина „Ролинг стоун“, по коме је ово највећи рок албум свих времена. Овај албум, уједно, има и најславнији омот у историји рока.

## Почетак психоделичне ере
Након одустајања од рок-турнеја августа 1966. године, популарност „Битлса“ почела је нагло да опада, а медији су почели да шпекулишу да је група идејно „пресушила“ под налетом нове генерације рок-уметника, пре свега жанровски опредељених за психоделични рок, врсту рокенрола која настаје под утицајем халуциногених дрога, пре свега ЛСД-а. 
„Битлси“ су још од раније користили ове дроге, међутим утицај истих на њихову музику није био претерано изражен (изузев на неколицину песама са албума Revolver, међу којима је и прва психоделична песма ове групе-Tomorrow Never Knows).
Фебруара 1967. године, на наговор менаџера Брајана Епстајна, Битлси објављују сингл Strawberry Fields Forever/Penny Lane, са песмама првобитно планираним за наредни ЛП-албум. Сингл је заузео друго место на топ-листама и након читавог низа година, то је окарактерисано као неуспех. 
Међутим, након овога, група није неколико месеци ни излазила из студија.

## Студијски рад
Уз дозволу продуцента Џорџ Мартина да и у студију користе извесне количине дроге, Битлси, по први пут су били предвођени Полом Макартнијем, јер је дотадашњи фронтмен, Џон Ленон био у депресији због породичних проблема. Макартни је био аутор већине песама на албуму (па и насловне песме), међутим и Ленон је значајно допринео овом пројекту песмама као што су Being for Benefits of Mr. Kite и А Day in the Life, чији је део снимио и Макартни за сопствену песму, међутим Мартин га је придодао Леноновој. Све песме овог двојца су касније, по ранијем договору, обележене традиционално- Ленон/Макартни, међутим сваки аутор је главни вокал у својој песми, изузев у случају песме “With a Little Help of My Friends”, коју је отпевао бубњар, Ринго Стар.
Што се тиче студијске технике, коришћена је дотадашња машина за снимање са 4 канала, ADT (Auto Double-Tracking) машина за удвајање нечијег гласа. У наредном периоду, ова машина ће бити све популарнија, како у групи буде расла индивидуалност чланова, који ће желети да сами сниме већи део или чак и целе своје песме.

## Омот
Према различитим изворима, и омот је био Макартнијева идеја.
Битлси, у гардијским униформама, са дувачким инструментима, по први пут са брковима и брадом саставни је део свих верзија овог албума.
Међутим у америчком издању, на томе се све и завршава, јер се иза групе налази само жути зид.
У британском (европском) издању, иза „Битлса“ се налази гомила људи, значајних у тадашњем и прошлом времену- међу њима су Алберт Ајнштајн, Карл Маркс, Мерилин Монро,... Међутим и самих „Битлса“ са изгледом од пре овог албума.
Поред тога, испод чланова групе је цветни декор са натписом “The Beatles”.
Овакав албум, био је мамац за многе теоретичаре завере, па је ово уједно и један од најмистериознијих омота свих времена.

## Коначни концепт
Цео албум везује једна тема, што је био својеврсни преседан и тиме су „Битлси“ постали творци тзв. „концепт-албума“. Главни јунак дотичне приче је извесни Били Ширс (кога, захваљујући чињеници да му је позајмио глас у песми “With a Little Help of My Friends”, тумачи Ринго Стар), који након помпезног наступа оркестра „Клуба Усамљених Срца Наредника Пепера“ скромно најављује наступ више „усамљених срца“, тврдећи да му је након напорног дана довољна „мала помоћ пријатеља“. Потом, у наредним песмама, „Битлси“ коментаришу разне егзистенцијалне проблеме- од нормалног радног дана (“Good Morning, Good Morning”), старости (“When I`m 64”) до саме смрти и проблема око ње (“Lucy in the Sky With Diamond”, чија почетна слова речи, иначе, дају назив дроге ЛСД). 
Албум затвара нешто измењена (“reprise”) верзија прве песме, која се надовезује на последњу, „бис“ песму- “A Day in the Life”.
Цео албум прате студијски придодате овације публике и аплаузи.

## Након објављивања
Албум је доживео велики успех и многи га и данас сматрају најуспешнијим ЛП-ом групе.
Позитивну критику је добио чак и од критичара класичне музике, када су Ленон и Макартни упоређени са Шостаковичем и проглашени највећим композиторима у периоду после Бетовена. Група се заветовала да више неће користити наркотике, јер је свој нови унутрашњи мир пронашла у новом духовном, индијском вођи, Махареши-Маш Јогију, који је творац трансцеденталне медитације. Извесно је, међутим, да су дрогу сви чланови наставили да користе.